# کولنراد
کولنراد (به آلمانی: Colnrade) یک شهر  در آلمان است که در Harpstedt واقع شده‌است. کولنراد ۸۶۷ نفر جمعیت دارد.